# Radia Perlman
Radia Joy Perlman (ur. 1 stycznia 1951) – amerykańska programistka i inżynier sieciowy. Opracowała protokół drzewa rozpinającego (STP)
Obecnie pracuje dla Dell EMC.